# Aaron Hill (écrivain)
Pour les articles homonymes, voir Aaron Hill et Hill.
Aaron Hill (10 février 1685 - 8 février 1750) est un écrivain et auteur dramatique anglais.
Fils d'un hobereau du Wiltshire, il étudia à la Westminster School puis voyagea en Orient. Il écrivit 17 pièces de théâtre, certaines d'entre elles étant des adaptations d'autres auteurs, par exemple ses versions des pièces de Voltaire, Zaïre et Mérope. Il composa aussi des poèmes de qualité inégale. Ayant écrit quelques lignes satiriques sur Alexander Pope, celui-ci lui retourna la pareille dans La Dunciade ; il s'ensuivit une polémique entre les deux auteurs, qui finirent cependant par se réconcilier. Il était ami et correspondait avec Samuel Richardson, dont il louait hautement la Pamela. Outre ses activités littéraires, Hill fit plusieurs tentatives dans des affaires commerciales, en général sans succès.
Il devint directeur du Théâtre de Drury Lane à l'âge de 24 ans et, avant d'être limogé pour une raison inconnue, il monta l'opéra de Georg Friedrich Haendel Rinaldo, premier opéra italien spécialement composé pour la scène londonienne. Les deux hommes s'impliquèrent énormément dans cette entreprise, Aaron Hill écrivit le scénario dont le livret fut versifié par Giacomo Rossi. Le résultat fut un succès exceptionnel.
Un recueil posthume des essais, lettres et poèmes de Aaron Hill fut publié en 1753. Ses œuvres dramatiques le furent en 1760. Sa biographie a été compilée dans l'ouvrage intitulé Lives of the Poets of Great Britain and Ireland, to the Time of Dean Swift, volume 5, présenté comme étant de Theophilus Cibber mais dont on estime généralement que l'auteur véritable reste inconnu.

## Œuvres
- A Full and Just Account of the Present State of the Ottoman Empire (1709)
- Elfrid: or The Fair Inconstant (1709)
- Athelwold (1729) révision d' Elfrid
- The Plaindealer (1724) essais avec William Bond
- The Progress of Wit, being a caveat for the use of an Eminent Writer (1730)
- Zara (produced 1735) d'après Voltaire
- The Prompter (1735) essais
- Mérope (1749), d'après Voltaire